# 平安 (明朝)
平安（14世纪？—1409年），小字保兒，南直隸鳳陽府滁州（今安徽省滁州市）人，明朝建文帝的大將，曾在靖难之役多次痛擊朱棣，朱棣即位後赦免了平安，還任命为「都督僉事」，但是在數年後想起了平安，將他逼死。

## 生平
平安父亲名为平定，早年跟随明太祖朱元璋起兵，官至濟寧衛指揮僉事，后在跟从常遇春攻打北元都城时候战死。平安为明太祖养子，后襲父職，升任密雲指揮使，再進升右軍都督僉事。
建文元年（1399年），平安担任李景隆部先锋，在白溝河设伏袭击燕王朱棣，双方戰至黄昏，互有伤亡。夜深时，双方各自收兵。朱棣迷失道路，仅有三个随从，下马分辨东西后才找到本营。次日再战，平安击败房寬、陳亨部。朱棣见事态紧急，亲自冒矢石力戰，后马手上箭用尽、劍折不可进攻。在登堤上，假装舉鞭招後騎以迷惑南方中央军。此时，恰逢朱高煦救援，朱棣方才脱险，被迫北返。
随后，朱棣再次南下，围困济南城，平安在單家橋安营，并出谋袭击燕军餉舟，并围困德州，最终解济南之围，后与吳傑在定州屯兵。次年，燕兵击败盛庸，回兵进攻單家橋。平安率部出击，活捉燕将薛祿。之后在滹沱河，再次大败燕军。平安在陣中縛木為樓，發強弩射燕軍，燕军死伤惨重。后因都指揮鄧戩、陳鵬等陷燕军中，平安被迫撤退。燕王朱棣与中央军大战，每次亲身陷战，所向披靡，而唯独在盛庸与平安部队面前大败。滹沱之戰中，朱棣王旗上的箭矢多如刺猬毛。朱棣派人送其到北京，叮嘱世子保藏，以示後世。
次月，燕師再次南下出击大名。平安、盛庸、吳傑等分兵擾其餉道。朱棣为此担忧，派遣指揮武勝上书朝廷，请求撤免平安等部队，以作为缓兵之计。建文帝不许，朱棣于是决意南下。并派遣李遠等潛走沛縣，进行破坏。平安在真安屯兵，猜度北平空虚，于是率领万人直接进攻北平。燕王恐惧，遂派劉江等馳援，平安战不利，遂撤兵。当时大同守將房昭引兵入紫荊關，并占领易州西水寨威胁北平，平安亦在真定进行补给。建文四年，燕兵再次南下，攻下蕭縣。平安派兵攻击其后部，直至淝河。燕军白義、王真、劉江迎战，平安斩杀王真。后朱棣亲自迎战，平安部将火耳灰挺槊直刺朱棣，却因馬蹶被逮。平安于是率部撤退，后退至小河，放左右翼攻击燕军，斩杀燕将陳文。之后，再次移軍齊眉山，與諸將列陣大戰，燕军大败。此时何福率部赶到与平安部会和，燕兵大惧。
当时，何福欲用持久战耗损燕军，于是移營靈璧并深塹高壘以自固；然而其糧運却并燕军所断，不得使计。平安于是分兵进攻，燕王派精锐骑兵使其部队一份为二。何福不得不開壁來援，却被朱高煦所敗。諸將计谋移軍淮河以解决粮草问题，密命部队晚上听三声炮声即走。次日，燕軍偷袭并发三炮。中央军以为是己方号令，于是争先撤退，遂大乱。燕军趁乱进攻，何福单骑撤退；而平安与陳暉、馬溥、徐真、孫成等三十七位将领都被捕。燕兵听到后，纷纷歡呼動地，争先请杀平安。朱棣因惜其材勇，選銳卒衛送北平，命世子与郭資等人善待。
朱棣即位后，任平安为北平都指揮使，后升为行後府都督僉事。永乐七年（1409年），明成祖巡视北京，将抵达时，看章奏中有平安的名字，问左右：“平保兒尚在耶？”平安听到后随即自杀。朱棣后命以指揮使祿給其子。